# Róża girlandowa
Róża girlandowa (Rosa majalis) – gatunek krzewu należący do rodziny różowatych. Pochodzi z Syberii oraz Europy. Obecnie występuje pospolicie w Europie północnej i wschodniej, głównie w Skandynawii, jako uciekinier z uprawy (agriofit). Zdziczałe formy (dość rzadko) występują także w Polsce, głównie w północno-wschodniej części kraju. Status gatunku we florze Polski: kenofit.

## Morfologia

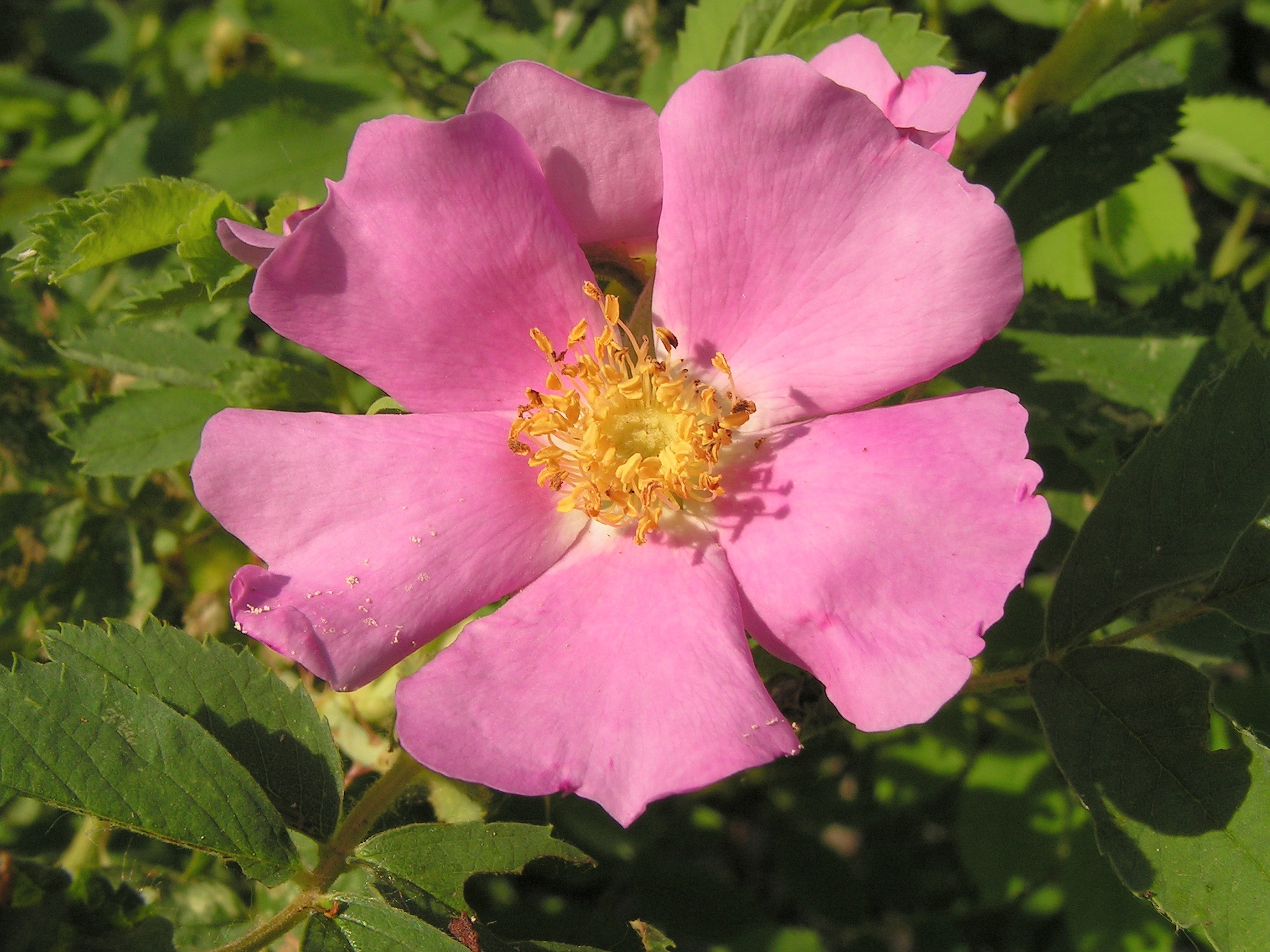
Kwiat

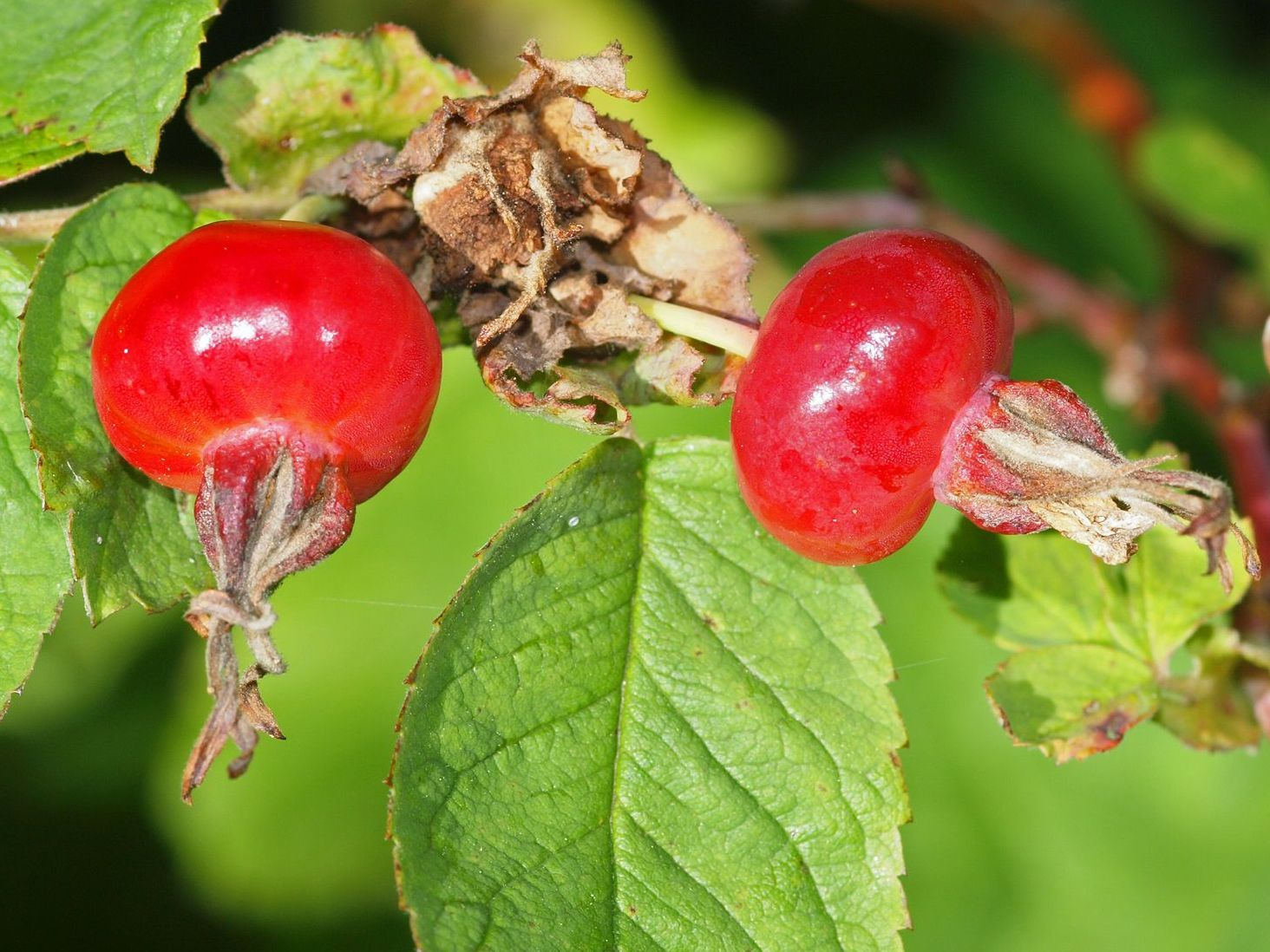
Owoce

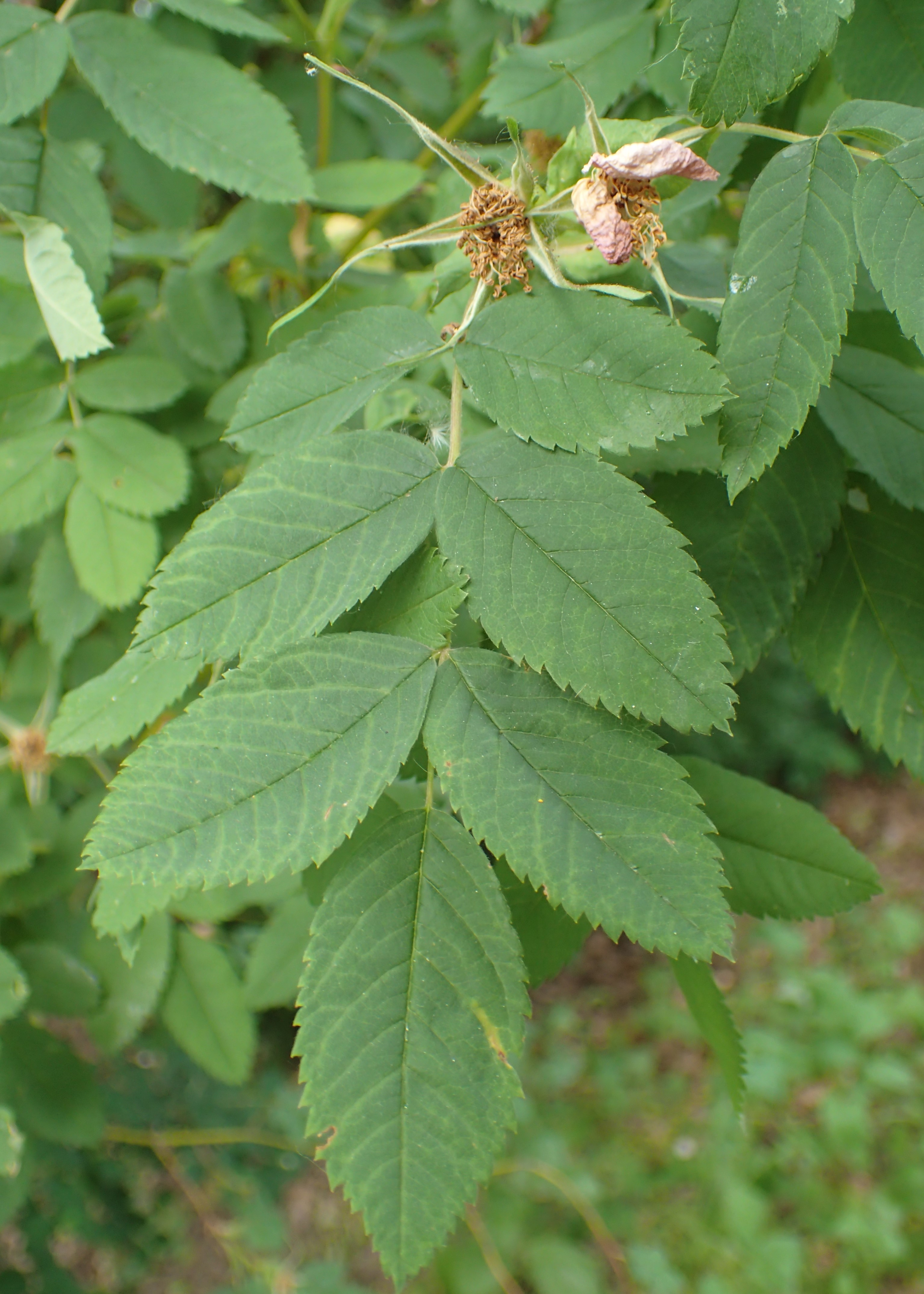
Liść

PokrójKrzew o wysokości do 1,5 m.
PędyCzerwonobrunatne gałązki, cienkie, długie i nieco zwisające. Pędy pokryte licznymi, silnie skrzywionymi kolcami, zwykle stojącymi parami pod nasadami liści. Kolce są różnej wielkości, ich nasady są wybitnie rozszerzone.
LiścieSą złożone z 5-7 listków, jajowato-eliptycznych, trochę klinowatych i pojedynczo piłkowanych.
KwiatyDuże, pięciopłatkowe, pojedyncze czerwonawe lub czerwone (u uprawianych odmian także w innych kolorach). Wyrastają na krótkich szypułkach, pod kwiatami występują nagie podsadki. Działki kielicha są trwałe, krótsze od płatków korony, całobrzegie (czasami tylko zewnętrzne działki mają nieliczne i małe łatki). Po przekwitnięciu kwiatów pozostają wzniesione do góry. Zewnętrzne pręciki kilkakrotnie dłuższe od słupka. Tworzące pierścień miodniki są wzniesione.
OwoceDuże, kuliste, czasami nieco spłaszczone, mięsiste, po dojrzeniu szkarłatnoczerwone. Wewnątrz żółtawe, kanciaste i owłosione orzeszki o długości do 5 mm.

## Biologia i ekologia
Nanofanerofit. Siedlisko: skraje lasów, przy drogach, na łąkach, zarośla, doliny rzeczne. Kwitnie od maja do lipca.. Zaczyna owocować zwykle w 3 roku. Owoce pozostają na pędach do zimy i częściowo również przez zimę.

## Zmienność
Tworzy mieszańce z: różą alpejska, różą dziką, r. kutnerowatą, różą siną.

## Zastosowanie
- Jest uprawiana jako roślina ozdobna, zarówno w postaci typowego gatunku, jak i w licznych odmianach. Występują też odmiany o pełnych kwiatach, np. ‘Foecundissima’.
- Roślina lecznicza[5][6]:
  - Surowiec zielarski: dojrzałe owoce (Fructus Rosae). Są składnikiem wielu mieszanek ziołowych i mają w ziołolecznictwie takie samo zastosowania, jak owoce róży dzikiej i wielu innych gatunków róż. Zawierają oprócz ogromnej ilości witaminy C garbniki, karotenoidy, kwasy organiczne, olejki eteryczne, cukry, pektyny.
  - Działanie: słabo rozkurczające, żółciopędne, łagodnie moczopędne. Róża jest stosowana przede wszystkim jako lek ogólnie wzmacniające (bogate źródło witaminy C), ale także pomocniczo do leczenia różnych schorzeń wątroby, nerek i przewodu pokarmowego.
  - Zbiór i suszenie: owoce zbiera się, gdy dojrzeją, ale jeszcze zanim zrobią się miękkie. Suszenie ich jest dość trudne; owoce trzeba rozdrobnić, przez pierwsze 10 min. należy trzymać je w temp. ok. 100 °C, by szybko zniszczyć enzymy rozkładające witaminę C, potem suszyć w temp. ok. 50–60 °C
- Sztuka kulinarna:
  - Walory żywieniowe: Owoce są niezwykle bogatym źródłem witaminy C – zawierają jej dziesięciokrotnie więcej, niż porzeczka czarna. Już 1-3 jej owoce w zupełności wystarczą do pokrycia dziennego zapotrzebowania człowieka na tę witaminę. Naturalna witamina zawarta w owocach jest przy tym trzykrotnie bardziej skuteczna od witaminy syntetycznej w tabletkach.
  - Zastosowanie w kuchni: Owoce róży mogą być używane do sporządzania przetworów i win[6].